# Гундемар
Гундемар (Gunþimers; ? — 612, Толедо, Королівство вестготів) — король вестготів в Іспанії, Септиманії та Галеції у 610-612 роках.

## Життєпис

### Внутрішня політика
Походив з вестготської знаті. Про його батьків немає відомостей. Також мало даних щодо діяльності Гундемара до 610 року. У квітні цього року він влаштував змову проти короля Віттеріха, якого було вбито. Новим володарем Вестготської держави став Гундемар.
Прийшовши до влади, Гундемар нагородив своїх прихильників. Було піднесено графа Булгара, вірного прихильника Гундемара ще з часу протистояння з Віттіріхом. Він став герцогом Септіманії, з розширеними повноваженнями, оскільки сам вів всю дипломатичну роботу з сусідніми франками, але не всупереч загальної політики короля.
Повернувся до церковної політики короля Рекареда I. Для Гундемара важливо було забезпечити собі підтримку церкви, особливо столичної. У 610 році він зібрав у Толедо собор провінції Карфагенская Іспанія, на якому було затверджено декрет, справжність якого досі викликає суперечки. Декрет оголошував Толедо митрополією усієї Карфагенської Іспанії, зокрема тієї її частини, яка перебувала під владою візантійців. Гундемар виступав як послідовник ортодоксально-нікейської віри, остаточно затвердив панування цієї конфесії. Вона перестала бути «римської вірою» і стала вірою всієї держави.
Помер у 612 в Толедо. Після нього новим королем було обрано Сісебута.

### Зовнішня політика
Із самого початку стикнувся з набігами басків у долині річок Ебро та Дуеро. Король рішуче виступив проти нападників, завдавши їм низки поразок, змусивши зачаїтися у горах. Після цього намагався продовжувати політику попередників щодо вигнання візантійців з півострова, але його похід 611 року не досяг успіху.
Вестготський король твердо підтримував союзницькі відносини з Теодебертом II, франкським королем Австразії, і посилав своєму союзнику встановлені за договором субсидії, тим більше що до нього доходили чутки, ніби Теодоріх II, король Бургундії, і Брунгільда закликали до себе на допомогу аварів, щоб нацькувати їх на Теодеберта II.